# توم سوليفان (ملاكم)
توم سوليفان (بالإنجليزية: Tom Sullivan)‏ (1922 - 1959) هو ملاكم أمريكي، صنّف ضمن فئة وزن ثقيل.

## وصلات خارجية
- توم سوليفان على موقع بوكس ريك (الإنجليزية) (registration required)